# باقر اوبا
باقر اوبا (به لاتین: Bağıroba) یک منطقه مسکونی در جمهوری آذربایجان است که در شهرستان ماساللی واقع شده‌است.
باقر اوبا ۱۰۳۹ نفر جمعیت دارد.

## تاریخ
پیشه اصلی مردم کشاورزی است. پرورش چای این ناحیه در دوره اتحاد جماهیر شوروی گسترش یافت. یک کارخانه تولید چای در این روستا وجود داشت، اما پس از فروپاشی اتحاد جماهیر شوروی تخریب شد.